# Tylodina americana
Tylodina americana is een slakkensoort uit de familie van de Tylodinidae. De wetenschappelijke naam van de soort is voor het eerst geldig gepubliceerd in 1890 door Dall.